# Caffè-Pasticceria Baratti & Milano
Le Caffè-Pasticceria Baratti & Milano est un café historique situé au cœur de la ville de Turin, en Piémont. 

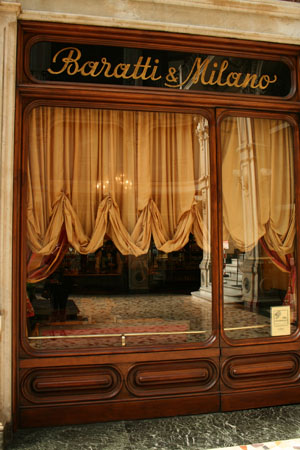
Une des vitrines donnant dans la galleria Subalpina.

Il est situé à l'angle de la piazza Castello et six de ses grandes baies vitrées donnent à l'intérieur de la galleria Subalpina.

## Description
Il est fondé en 1874 par Ferdinando Baratti et Edoardo Milano. En 1909, l'établissement est agrandi et sa restructuration est confiée au sculpteur Adoardo Rubino et à l'architecte Giulio Casanova.
L'intérieur se présente avec des parois et des plafonds couverts de stucs, de décorations dorées et de lustres à pampilles.  Derrière un imposant comptoir en marbre jaune de Sienne enrichi par un bas-relief en bronze  officie un personnel de bar en gilet de service. Le sol est également recouvert de marbre polychrome avec des dessins géométriques. Les murs des salles sont ornés de miroirs et lambrissés d'acajou avec des panneaux peints de motifs floraux.
En 2000, dans ses salles, le metteur en scène Mimmo Calopresti a tourné quelques scènes du film Preferisco il rumore del mare.

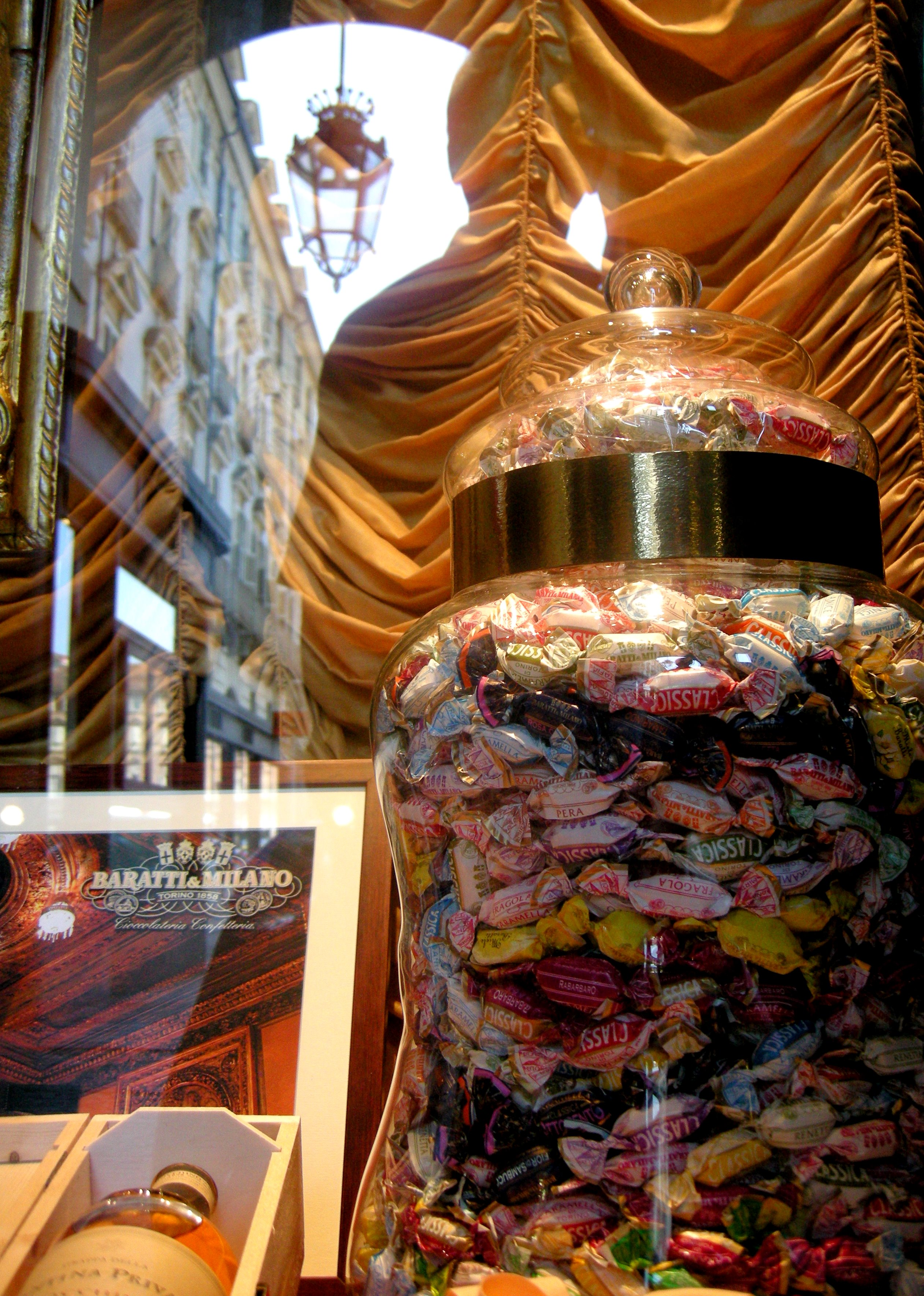
Bocal de bonbons.
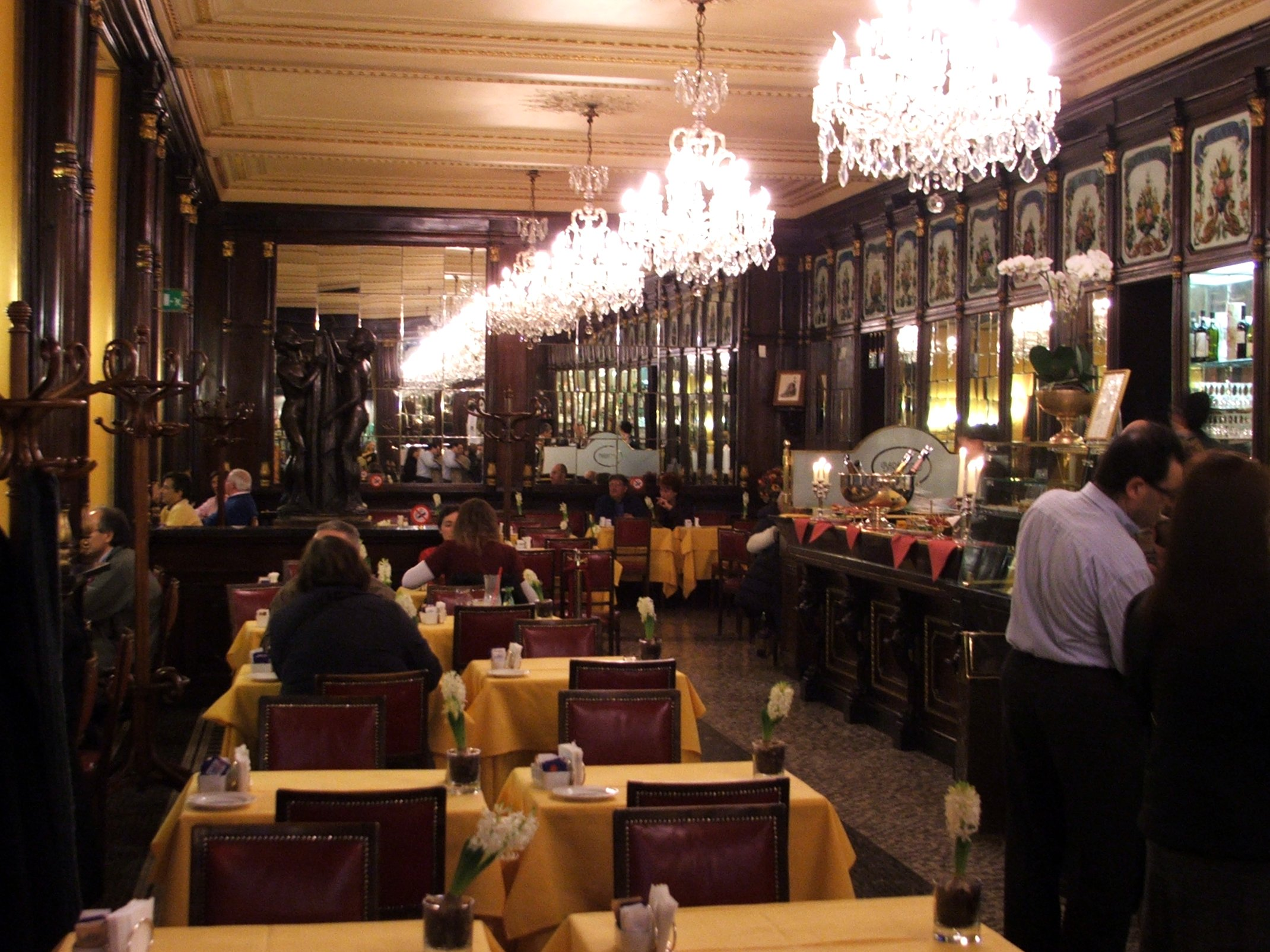
Intérieur de l'établissement.
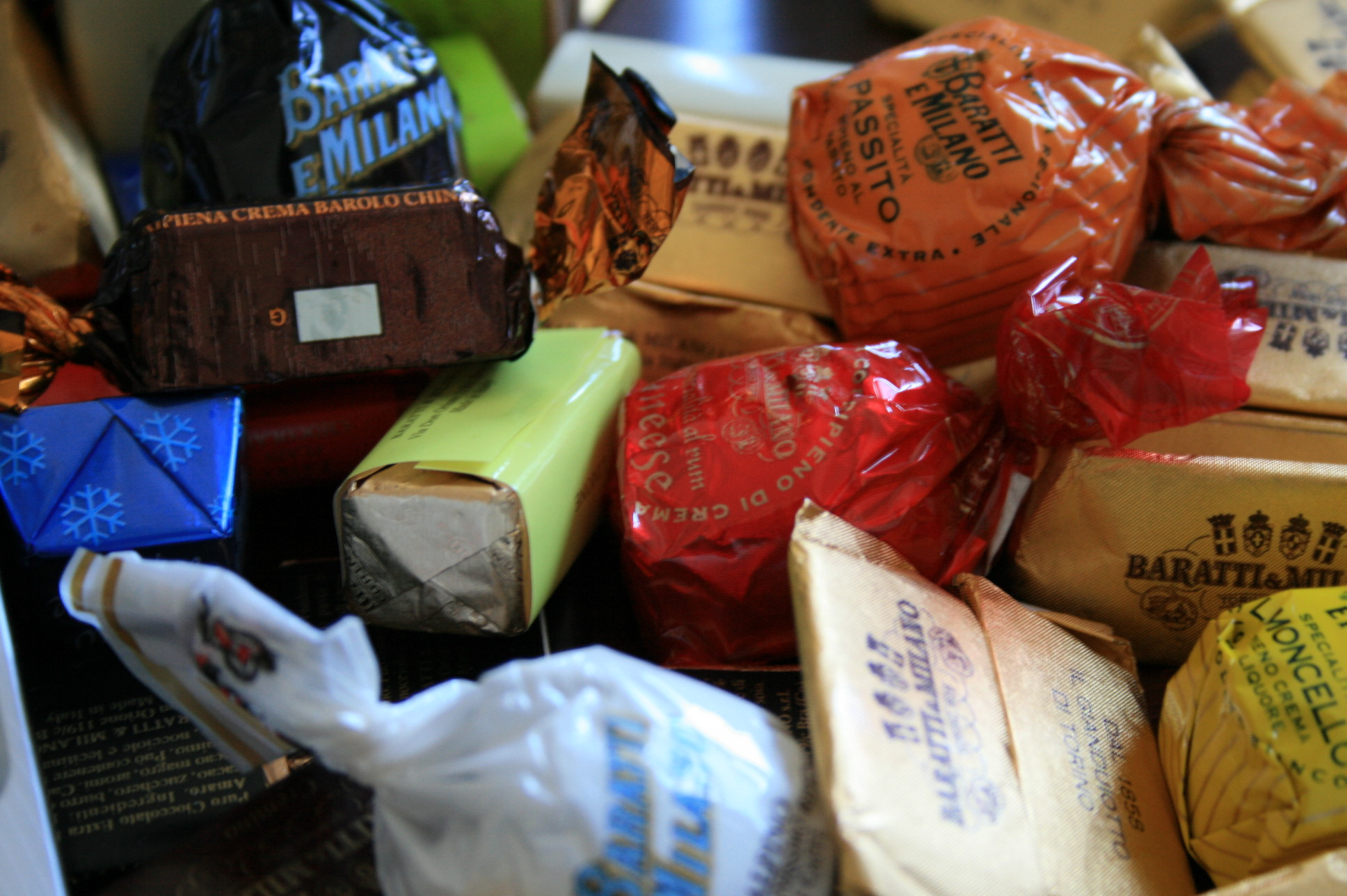
Assortiment en vrac de chocolats.